# Нильмогуба (деревня)
Ни́льмогуба (карел. Nilmilakši) — старинная карельская деревня в составе Малиновараккского сельского поселения Лоухского района Республики Карелии.

## Общие сведения
Старинная карельская деревня на берегу Белого моря в Лоухском районе Карелии. Расположена на Северном полярном круге, в устье речки Нильма, в которую входит сёмга. От станции Полярный круг на Мурманской трассе к деревне ведет автодорога местного значения 86К-124 («Р-21 „Кола“, км 1051 — Нильмозеро — Нильмогуба»). Ближайшее место, где есть железнодорожная станция для посадки в поезд — посёлок Чупа.
Благодаря дайв-центру Нильмогуба ожила. Сейчас в ней зимует более 10 семей, отремонтирован мост, с 2007 по 2022 год работал небольшой магазин, в 2022 году установлена вышка «МегаФон» 4G, фрагментарно работает мобильная связь МТС.
В 2007 году стартовал совместный проект петербургского дельфинария и дайв-центра «Полярный Круг» по содержанию и дрессировке белух в прибрежных водах Белого моря. Туристический центр проводил экскурсии в дельфинарий и организовывал подводное плавание в вольерах с белухами.
В 2017 году проект был закрыт по независящим от туристического центра обстоятельствам. В том же году в центре организованы ферма северных оленей и питомник ездовых собак.

## Население
| 2002 | 2009 | 2010 | 2013 |
| ---- | ---- | ---- | ---- |
| 6    | ↘2   | ↗21  | ↘7   |